# خوسيه كاتوكاران
خوسيه كاتوكاران (1931/1932 - 5 مايو 2024) سياسي من حزب المؤتمر الوطني الهندي من مدينة ثريسور، الهند، وكان أول عمدة لمؤسسة بلدية ثريسور عندما تم رفعها إلى الوضع الحالي في عام 2000. تولى المنصب من 5 أكتوبر 2000 إلى 3 أبريل 2004. توفي في 5 مايو 2024 عن عمر ناهز الثانية والتسعين.